# Filtració (matemàtiques)
En matemàtiques, una filtració és una família Si de subobjectes d'una estructura algebraica donada S, on l'índex i recorre un conjunt I totalment ordenat, subjecte a la condició que si i ≤ j a I, llavors Si ⊆ Sj. El concepte dual d'una filtració s'anomena cofiltració.
De vegades, com en una àlgebra filtrada, cal que els {\displaystyle S_{i}} siguin subàlgebres respecte a certes operacions (per exemple, la suma de vectors), però que satisfacin {\displaystyle S_{i}\cdot S_{j}\subset S_{i+j}} respecte a altres operacions (per exemple, la multiplicació), on el conjunt d'índexs és el conjunt dels nombres naturals; això és per analogia amb una àlgebra graduada.
De vegades, hom afegeix la hipòtesi que les filtracions compleixin que la unió dels {\displaystyle S_{i}} sigui la totalitat de {\displaystyle S}, o (en casos més generals, quan no té sentit la noció d'unió) que l'homomorfisme canònic que porta el límit directe dels {\displaystyle S_{i}} a {\displaystyle S} sigui un isomorfisme. Aquesta hipòtesi addicional depèn de l'autor de l'article. En endavant, suposarem que no afegim aquesta condició.
Existeix també la noció de filtració descendent, que compleix {\displaystyle S_{i}\supseteq S_{j}} en comptes de {\displaystyle S_{i}\subseteq S_{j}} (i, ocasionalment, {\displaystyle \bigcap _{i\in I}S_{i}=0} en comptes de {\displaystyle \bigcup _{i\in I}S_{i}=S}). Novament, depèn del context el tipus de filtració que s'està tractant en cada article. No s'han de confondre les filtracions descendents amb les cofiltracions (que consisteixen en objectes quocient en comptes de subobjectes).
Les filtracions s'utilitzen àmpliament en àlgebra abstracta, àlgebra homològica (on estan relacionades amb successions espectrals), i en teoria de la mesura i teoria de la probabilitat per successions encaixades de σ-àlgebres. En anàlisi funcional i anàlisi numèrica, hom acostuma a emprar una altra terminologia, com ara espais encaixats.

## Exemples

### Àlgebra

#### Grups
En àlgebra, les filtracions s'acostumen a indexar per ℕ, el conjunt dels nombres naturals. Una filtració d'un grup G és una successió encaixada Gn de subgrups normals de G (és a dir, per tot n tenim que Gn+1 ⊆ Gn). Notem que usem el terme «filtració» per designar una filtració descendent.
Donats un grup G i una filtració Gn, existeix una forma natural de definir una topologia sobre G, que hom anomena associada a la filtració. Una base per aquesta topologia és el conjunt de translacions de subgrups que apareixen a la filtració, és a dir, un subconjunt de G és obert si és unió de conjunts de la forma aGn, on a∈G i n és un nombre natural.
La topologia associada a una filtració sobre un grup G fa que G esdevingui un grup topològic.
La topologia associada a una filtració Gn en un grup G és Hausdorff si i només si ∩Gn = {1}.
Si dues filtracions Gn i G′n estan definides sobre un grup G, llavors l'aplicació identitat de G a G, on la primera còpia de G té la topologia de Gn i la segona còpia té la topologia de G′n, és contínua si i només si per qualsevol n existeix un m tal que Gm ⊆G′n, és a dir, si i només si l'aplicació identitat és contínua a l'1. En particular, les dues filtracions defineixen la mateixa topologia si i només si per qualsevol subgrup d'una filtració existeix un altre grup més petit o igual en l'altra filtració.

#### Anells i mòduls: filtracions descendents
Donats un anell R i un R-mòdul M, una filtració descendent de M és una successió decreixent de submòduls Mn. Aquest és, doncs, un cas especial de la noció per grups, amb la condició addicional que els subgrups siguin submòduls. La topologia associada per mòduls es defineix de la mateixa manera que per grups.
Un cas especial important es coneix com la topologia I-àdica (o J-àdica, etc.). Sigui R un anell commutatiu, i sigui I un ideal de R.
Donat un R-mòdul M, la successió InM de submòduls de M configura una filtració de M. La topologia I-àdica de M és llavors la topologia associada a aquesta filtració. Si M és el mateix anell R, hem definit així la topologia I-àdica a R.
Quan dotem R de la topologia I-àdica, R esdevé un anell topològic. Si dotem ara un R-mòdul M de la topologia I-àdica, llavors esdevé un R-mòdul topològic, relatiu a la topologia donada a R.

#### Anells i mòduls: filtracions ascendents
Donats un anell R i un R-mòdul M, una filtració ascendent de M és una successió creixent de submòduls Mn. En particular, si R és un cos, llavors una filtració ascendent de l'R-espai vectorial M és una successió creixent de subespais vectorials de M. Les banderes són una classe important d'aquest tipus de filtracions.

#### Conjunts
Una filtració maximal d'un conjunt és equivalent a una ordenació (una permutació) del conjunt. Per exemple, la filtració {\displaystyle \{0\}\subset \{0,1\}\subset \{0,1,2\}} correspon a l'ordenació {\displaystyle (0,1,2)}. Des del punt de vista del cos amb un element, una ordenació sobre un conjunt correspon a una bandera maximal (una filtració sobre un espai vectorial), si considerem com a conjunt un espai vectorial sobre el cos amb un element.

### Teoria de la mesura
En teoria de la mesura, i en particular en el tractament de martingales i en la teoria de processos estocàstics, una filtració és una successió de σ-àlgebres sobre un espai mesurable. És a dir, donat un espai mesurable {\displaystyle (\Omega ,{\mathcal {F}})}, una filtració és una successió de σ-àlgebres {\displaystyle \{{\mathcal {F}}_{t}\}_{t\geq 0}} amb {\displaystyle {\mathcal {F}}_{t}\subseteq {\mathcal {F}}} per tot t i
{\displaystyle t_{1}\leq t_{2}\implies {\mathcal {F}}_{t_{1}}\subseteq {\mathcal {F}}_{t_{2}}.}
El rang exacte dels «temps» t normalment depèn del context: el conjunt de valors de t pot ser discret o continu, fitat o no fitat. Per exemple,
{\displaystyle t\in \{0,1,\dots ,N\},\mathbb {N} _{0},[0,T]{\mbox{ o bé }}[0,+\infty ).}
De forma semblant, un espai de probabilitat filtrat (també conegut com a base estocàstica) {\displaystyle \left(\Omega ,{\mathcal {F}},\left\{{\mathcal {F}}_{t}\right\}_{t\geq 0},\mathbb {P} \right)} és un espai de probabilitat dotat amb la filtració {\displaystyle \left\{{\mathcal {F}}_{t}\right\}_{t\geq 0}} de la seva σ-àlgebra {\displaystyle {\mathcal {F}}}. Hom diu que un espai de probabilitat filtrat satisfà les condicions usuals si és una mesura completa (és a dir, {\displaystyle {\mathcal {F}}_{0}} conté tots els conjunts de mesura nul·la per {\displaystyle \mathbb {P} }) i contínua per la dreta (és a dir, {\displaystyle {\mathcal {F}}_{t}={\mathcal {F}}_{t+}:=\bigcap _{s>t}{\mathcal {F}}_{s}} per qualsevol temps {\displaystyle t}).
També és útil (en el cas d'un conjunt d'índexs no afitat) definir {\displaystyle {\mathcal {F}}_{\infty }} com la σ-àlgebra generada per la unió infinita dels {\displaystyle {\mathcal {F}}_{t}}, que pertany a {\displaystyle {\mathcal {F}}}:
{\displaystyle {\mathcal {F}}_{\infty }=\sigma \left(\bigcup _{t\geq 0}{\mathcal {F}}_{t}\right)\subseteq {\mathcal {F}}.}
Una σ-àlgebra defineix el conjunt d'esdeveniments que es poden mesurar, que en el context de la probabilitat és equivalent als esdeveniments que es poden discernir, o a les «preguntes que es poden respondre al temps t». Per tant, es pot usar una filtració per representar el canvi en el conjunt d'esdeveniments que es poden mesurar, a causa del guany o de la pèrdua d'informació. Un exemple típic es dona en matemàtica financera, on una filtració representa la informació disponible fins al temps t (inclòs), i esdevé més i més precisa (el conjunt d'esdeveniments mesurables es manté o creix) conforme es té més informació sobre l'evolució del preu de les accions.

#### Relació amb els temps d'espera
Sigui {\displaystyle \left(\Omega ,{\mathcal {F}},\left\{{\mathcal {F}}_{t}\right\}_{t\geq 0},\mathbb {P} \right)} un espai de probabilitat filtrat. Hom diu que una variable aleatòria {\displaystyle \tau :\Omega \rightarrow [0,\infty ]} és un temps d'espera respecte a la filtració {\displaystyle \left\{{\mathcal {F}}_{t}\right\}_{t\geq 0}} si l'esdeveniment {\displaystyle \{\tau \leq t\}\in {\mathcal {F}}_{t}} per tot {\displaystyle t\geq 0}. També podem definir la {\displaystyle \sigma }-algebra temps d'espera,
{\displaystyle {\mathcal {F}}_{\tau }:=\left\{A\in {\mathcal {F}}:A\cap \{\tau \leq t\}\in {\mathcal {F}}_{t},\ \forall t\geq 0\right\}}
En altres paraules, {\displaystyle {\mathcal {F}}_{\tau }\subseteq {\mathcal {F}}} codifica la informació llevat del temps «aleatori» {\displaystyle \tau }.
Es pot demostrar que {\displaystyle \tau } és {\displaystyle {\mathcal {F}}_{\tau }}-mesurable. Addicionalment, si {\displaystyle \tau _{1}} i {\displaystyle \tau _{2}} són temps d'espera sobre {\displaystyle \left(\Omega ,{\mathcal {F}},\left\{{\mathcal {F}}_{t}\right\}_{t\geq 0},\mathbb {P} \right)}, i {\displaystyle \tau _{1}\leq \tau _{2}} gairebé segurament, llavors {\displaystyle {\mathcal {F}}_{\tau _{1}}\subseteq {\mathcal {F}}_{\tau _{2}}}.